# 空色感染爆發
《空色感染爆發》（空色パンデミック）是日本的輕小說作品。作者為本田誠，插畫是庭。為第11屆Entame大獎小說部門優秀賞的得獎作品，最初參賽時作品名為《當與世界為敵之時》。

## 劇情簡介
特發性大腦覺醒病。通稱―――空想病。
「找到你了，開膛手皮耶爾！」
主人公—仲西 景在參加高中入學考試當日，在車站月台突然與一名陌生少女相遇。少女—穗高 結衣患有空想病，一旦發作就會化身成正義使者。從此以後，結衣就會以各式各樣的理由出現在景面前。
當時從來沒想過，會為了守護她而與世界為敵。
Entame大獎小說部門優秀賞得主，熱鬧與純真的「Boy Meets 空想少女」。

## 登場人物

### 主角
仲西 景（Nakanishi Kei）
高一，四月生日。於參加陵青高校入學面試當日因被捲入結衣的空想而認識結衣。
擁有駕照，坐駕是SHADOW classic 400的街車型機車。
喜歡結衣，在第一次完結結衣的空想後，與結衣交往中。
穗高 結衣（Hotaka Yui）
比景等人年長一歲，在故事開始為自我完結型空想病患，後來變成了劇場型空想病。
喜歡景。在故事一開始病發時選擇景做為「開膛手皮耶爾」這個角色，可能是因為對景一見鍾情的關係。

### 陵青高校
青井 晴（Aoi Haru）
高一，景的同級生，神奈川支部的「演員」。ADM的持有者
青井佳織的「哥哥」，喜歡扮女裝。
雖然稱自己為佳織的「哥哥」，其實應為「姐姐」。曾在一次的佳織空想中被分配到了哥哥的角色，但當時因為佳織的空想破滅而受到影響，因此直到現在仍認為自己是男性，並以男性化的第一人稱「俺（おれ）」自稱。
森崎 進一（Morisaki Shinichi）
高一，景的同級生，國中時同校。喜歡8、90年代的西洋音樂。
今井 心音（Imai Kokone）
高一，景的同級生。個性怕生，與景一樣是騎機車上學，坐駕是鈴木RG50的輕型機車。

### 特發性大腦覺醒病研究所
穗高 真由（Hotaka Mayu）
結衣的姐姐，東京本部的所長。
木村
結衣的保安者兼演員。
佐伯
神奈川支部的部長。
宮村 咲（Miyamura Saki）
晴的戀人。24歲。東京本部的研究員，新人。是個雙性戀者。
美住 葉子
ADM的持有者。負責照顧佳織，興趣是女僕裝。
三木
ADM的持有者。青井家隔壁小屋（神奈川分部的外部辦事處）的保安者。
東啟吾
ADM的持有者。在《教會物語》中飾演大罪之長。
瀧川 加奈子
神奈川支部的患者管理課的員工。23歲
三嶋
神奈川支部的患者管理課的課長。瀧川的上司，受到部下愛戴。

### 美國中央空想病研究所
梅莉・波特曼
11歲的少女，美國中央空想病研究所的所長。自我完結型患者。
報復心很強，過住曾有日本的研究員因冒犯她而受到嚴重的報復，甚至在東京本部流傳『不犯梅莉，不受天譴』的格言
道格拉斯・波特曼
梅莉的爺爺，前任美國研究所所長。劇場型患者，《幻想的第三次世界大戰》的英雄之一。

### 空想病患者
穗高 結衣
自我完結型患者，後因特拉烏姆波增强，導致病情發展成劇場型。
見#主角
青井 佳織（Aoi Kaori）
劇場型患者，青井 晴的妹妹。國一，精神年齡4歲。在5年前發生《幻想世界的詭局》。
梅莉・波特曼
自我完結型患者。美國研究所所長。
見#美國中央空想病研究所

### 其他
仲西 恭子
景的姊姊。

## 用語
特發性大腦覺醒病
俗稱「空想病」，英文為「Daydream syndrome（即白日夢症候群）」
患者會受到政府所管理。發作時會有自己的世界觀，如有情況會自行補完設定，只有令患者的世界達至結局（即得到某程度的完結感）就能結束發作。雖有抑制用的藥物，但由於有強烈的副作用（甚至危及性命），除非情況到達不能不用，否則是不會使用。
- 自我完結型

即使發作，也只對自身產生影響，不具感染力。
- 劇場型

具有感染能力，能發出比自我完结型更強的特拉烏姆波，將自己產生的幻想世界觀强制性地共享到附近的人身上，令他人配合世界觀分配角色並演出。受影響的人稱作「感染者」
日本一共有7名劇場型患者（在穗高結衣病情加重變成劇場型時為8名）。法律上规定剧场型空想病的人在各县市只能居住一名。
- 天地創造型

劇場型與其他空想患者同時發作，引起共鳴現象。其感染範圍會爆發性地擴張，甚至能將全世界都牽連進。在「幻想的第三次世界大戰前夜」初次發生。
特拉烏姆波
由德國醫生最先發現，名稱由來是德文，即日文的『夢』。為空想病患者腦內所發出的特殊腦波，部份能與他人具有直接性的精神共感能力。
特發性大腦覺醒病研究所
具有東京本部、於埼玉、千葉、神奈川、愛知、京都、大阪、福岡設有支部
出演制度
被空想病患者所牽連的人皆會由政府支付一種稱作「出演費（Guara）」的補償金。
保安者（Safeguard）
負責監視空想病患者，在患病外出時必定要帶著保安者。
演員（Cast）
需能夠看透患者做出甚麼樣子的世界觀、渴望甚麼東西的觀察力。以及在了解幻想的走向後，摸索出能够最有效率地令幻想完結的方法，而付諸演技令其完結。是引導患者將幻想結束的存在，必須在政府申領証照。
ADM
全名Anti Dream Matter，即是反特拉烏姆波賀爾蒙物質，於四年前被美國美国研究所發現。ADM能將特拉烏姆波的情報傳達能力和精神共感能力無效化。
只有長年受到強力的特拉烏姆波所影響的人才會產生類似抗性一樣的能力，擁有這能力的人被稱為ADM持有者。
幻想世界的詭局（paradox）
即設定出現矛盾，發生的話會導致患者陷入精神崩壞，並發出強力而密度高的特拉烏姆波影響週邊的人們（如青井晴的性別認知障礙）。
《銀世界》
陵青高校的劇團社。在青陵祭中出演『戀人是活死人』。
「幻想的第三次世界大戰前夜」
於十年前發生。首次發生的天地創造型。
「神奈川的慘劇」
於五年前發生，當時日本流行著新型的流行性感冒。神奈川分部的ADM持有者全部感染了这新型流感，導致神奈川分部變乎陷入機能麻痹。而當時正巧該縣的劇場型患者—青井佳織發作，但具有ADM的演員因病無法工作，現場具有ADM的人只有患者的姊姊—青井睛，但其姊因年紀尚輕沒有接受過演員的訓練，在過程時無意中引起「幻想世界的詭局」，在場的人皆因強力的特拉烏姆波而留下記憶障礙。

## 劇中空想

### 《舊世界的落日》
穗高結衣第一次劇場型發作時所產生的空想，名稱在第二卷中定為舊世界的落日。
發作者：穗高結衣（時間：九月，地點：陵青高校的課室）
感染者：仲西景、森崎進一等（接近40人）
世界觀＆設定
人物
- 結衣（Yui）

梵蒂岡直屬機關《教會（Ecclesia）》的成員，有著經《洗禮》（神聖的奴隸監定）所強化的身體。愛劍是《無原罪的十字劍（Innocent Blade）》。傑斯提斯的部下兼未婚妻。
- 開膛手皮耶爾（Pierrot the Ripper）

《大罪（Mortal Sin）》的成員。七種的大罪中，掌管暴食的中位體。帶著108名部下偷襲傑斯提斯，而那次戰鬥中只有開膛手皮耶爾活下來。
- 景所追加的設定

為心地善良的青年每日也為了為甚麼會以背負大罪之人而生於世上，因而詛咒命運，恐懼著厭惡著。最後逃出《大罪》選擇與世無爭的生活。其後諷刺的命運卻讓你與《教會》的結衣相遇，但因結衣已有未婚夫而默默為她祈禱。不過，就在某一日，他偶然得知了傑斯提斯的陰謀（世界的崩壞和再生，以及暗殺結衣），為了阻止世界的崩壞及保護所愛的結衣而與傑斯提斯戰鬥。
然而，雖是組織的叛徒，但依然是《大罪》成員的108名部下都與他共戰。過去是一個好長官，也對敵人表示過情誼。最後剩下一人時使出最後的力量將傑斯提斯打倒。成功拯救世界和守護結衣，即便被結衣的殺未婚夫之仇所怨恨也不後悔。
為了被犧牲的人、世界、更為了結衣，能發揮平常幾十倍以上的力量。
- 傑斯提斯（Justice）

FBI的特殊搜查官，專門處理與異端力量有關的案件。《教會》（Ecclesia）的成員。是七種美德中的希望的洗禮的上位體。結衣的上司兼戀人，被開膛手皮耶爾所殺。
- 晴所追加的設定

企圖讓世界崩壞，再進行世界的再構築。
- 因晴而構築的設定

企圖將造成世界崩壞，同時能夠對世界進行再構築的結衣殺死。
用語
- 《永恆的贖罪（Eternal Atonement）》

《教會》的聖法。
- 《無原罪的十字劍（Innocent Blade）》

由教皇授予給結衣的劍。實際上是紅色的塑膠玩具球棒。
- 《三位一體的十字劍（Trinity Sword）》

傑斯提斯的愛劍（圓筒狀厚紙板）。
- 《聖典（瑟菲洛的詔書）》

指示人類未來的福音書。實際上是景的數學參考書（800日圓）。
- 晴所追加的設定

有著結衣所不能感知的某種意義。
- 因晴而構築的設定

能對世界進行再構造。
- 《強制告解（迷途羔羊畏懼神罰而告白）》

《教會》的聖法。能得知事物真實。
- 《聖法（神所授之奇蹟）》
- 《洗禮（神聖的奴隸監定）》

### 《教會物語》
穗高結衣第二次劇場型發作時所產生的空想，名稱在為教會物語（Ecclesia saga）。
發作者：穗高結衣（與第一次發作相隔短短一小段時間）
感染者：仲西景、今井心音（後期感染）
世界觀＆設定
人物
《大罪（Mortal Sin）》
- 開膛手皮耶爾（Pierrot the Ripper）（演：仲西景）

《大罪》裡唯一一個的《足以成為主角之人》。
《暴食》的中位三級體。
- 炸彈魔布奎（Bouquet the Bomber）（演：今井心音）

雙重人格，有著以前是《教會》之人的皮絲（Peace）表人格，以及為《大罪》成員的炸彈魔布奎裡人格。體內受到《Innocence》與《Sin》加護，相斥而融合。
炸彈魔布奎人格出現時會戴著眼鏡。《傲慢》，能使用爆炸的《罪法》。
皮絲從《教會》叛逃後被《聖法》封著記憶，對世界的真相毫不知情。為上位二級體，能使用治療的《聖法》。
- 東啟吾

《大罪》的首領，能使用《強制奪取》和《絶對消卻》・
《教會》
- 傑斯提斯（Justice）

《足以成為主角之人》，上位特級體。雖然在《舊世界的落日》中死亡，但籍著《死者蘇生》復活。目的是讓人類從七大罪中解放。
- 弗利登（Freedom）

《足以成為主角之人》，上位一級體。傑斯提斯派。
- 耶特納提（Eternity）

《足以成為主角之人》，上位一級體。期望著是新人類與舊人類的共存。
- 弗洽（Future）

《足以成為主角之人》，上位一級體。耶特納提派。
- 霍普（Hope）

《足以成為主角之人》，上位一級體。耶特納提派。
- 德士尼（Destiny）

《足以成為主角之人》，上位特級體。過去是《大罪》成員—神射手哈特（Heart the Shooter）
用語
- 法屬性

分成《Innocence》跟《Sin》兩種。《教會》側的人受到《Innocence》加護，《大罪》側的人受到《Sin》加護。受《Innocence》加護的人不擅長使用《Sin》，使用的時候就必须負上風險。
- 《聖典》

只有受到《Innocence》加護的上位一級體以上的人才能使用。使用時必須要24小時不停祈禱。
- 《聖法（神所授之奇跡）》

- 《強制托宣（迷途羔羊向神乞求啟示）》

能傳達真相。
- 《強制告解（迷途羔羊畏懼神罰而告白）》

能得知事物真實。
- 《永恆的贖罪（Eternal Atonement）》
- 《永恆的斷罪（Absolute Guiltiness）》

永恆的贖罪的上位版，但詠唱的時間需要30分鍾。
- 《死者蘇生》。

《永恆的贖罪》並列的Innocence最終奧義之一。
- 《絕對消卻（神的奇跡唯獨神可以行使）|絶対消却》

從《罪法》升華的《聖法》
- 《罪法（惡魔所授予之邪心）》

- 《強制奪取（奪取神之奇蹟的鲁莽者）》

能復製其他人的《聖法》或《罪法》。
- 《絕對消卻（背德者不信神之奇蹟）》

令所有異能力或超能力無效化。
- 《屬暴食者由暴食者為暴食者的晚宴（The last supper）》

是掌管暴食的人所使用的《罪法》，為有一分鐘限制時間的肉體強化，但只能在夜晚及面臨危機才能使用。

### 《Innocent Boy Daydreaming》
穗高結衣於第三卷時劇場型發作時所產生的空想，而其中混淆了梅莉對景的報復。
發作者：穗高結衣
感染者：仲西景
野中空人格視點
人物
- 野中 空

10歲的小學生男孩，自我完結型患者。受到研究所保護，一直在研究所中長大。
- 野中 真由（演：穗高 真由）

空的姐姐，研究所所長。
- 梅莉（演：本人）

美國研究所所長。與空感情很好的姊姊。
- 青井 晴（演：本人）
- 森崎 進一（演：本人）

關鍵物品
- 名為《空色感染爆發》文庫書

仲西景人格視點
人物
- 炸彈魔布奎（Bouquet the Bomber）（演：今井心音）

在重傷時，把皮耶爾從精神世界中解救出來。
- 原設定

與皮耶爾為戀人關係。會背叛《教會》加入《大罪》是因為「喜歡的人在那裡」。
- 傑斯提斯（Justice）

對皮耶爾施加《無可逃避的心靈十字架》，令他的心被封在精神世界。
- 原設定

本是善良的人，對皮絲的背叛睜一眼閉一眼，但因怕《教會》的情報被帶到《大罪》，才會把皮絲的記憶封印。
- 德士尼（Destiny）

用語
- 《強制托宣（迷途羔羊向神乞求啟示）》
- 《死者蘇生（耶穌的奇蹟）》。
- 《無可逃避的心靈十字架（Creaky Fiction）》
- 《永恆的贖罪（Eternal Atonement）》
- 《我的世界即你的世界（End of the World）》

## 出版書籍

### 輕小說
| 集數          | Enterbrain     | Enterbrain             | 尖端出版社    | 尖端出版社             |
| 集數          | 發售日期       | ISBN                   | 發售日期      | ISBN                   |
| ------------- | -------------- | ---------------------- | ------------- | ---------------------- |
| 1             | 2010年1月30日  | ISBN 978-4-04-726287-4 | 2011年11月4日 | ISBN 978-957-10-4665-5 |
| 2             | 2010年4月30日  | ISBN 978-4-04-726488-5 | 2012年1月2日  | ISBN 978-957-10-4710-2 |
| 3             | 2010年8月30日  | ISBN 978-4-04-726726-8 | 2012年5月4日  | ISBN 978-957-10-4821-5 |
| Short Stories | 2010年11月29日 | ISBN 978-4-04-726892-0 | 2012年9月28日 | ISBN 978-957-10-4952-6 |
| 4             | 2011年3月30日  | ISBN 978-4-04-727133-3 | 2013年3月6日  | ISBN 978-957-10-5151-2 |

### 漫畫
在2010年10月22日開始於Fami通Comic Clear上連載。作畫是連。
| 集數 | Enterbrain     | Enterbrain             | 尖端出版社    | 尖端出版社           |
| 集數 | 發售日期       | ISBN                   | 發售日期      | EAN                  |
| ---- | -------------- | ---------------------- | ------------- | -------------------- |
| 1    | 2011年6月15日  | ISBN 978-4-04-727323-8 | 2012年1月13日 | EAN 471-7702-24533-7 |
| 2    | 2011年12月15日 | ISBN 978-4-04-727690-1 | 2012年6月1日  | EAN 471-7702-24829-1 |

## 廣播劇CD
為Fami通文庫廣播劇CD・FB CollectDrama系列。
- FB CollectDrama02《空色感染爆發》（2011年2月16日發售）

### 製作人員
- 原作：本田 誠
- 劇本：田沢大典（シナリオ工房   月光）
- 制作：ツーファイブ
- 音樂：工藤重基
- 封面插圖：庭
- 包裝設計：Aether Design Inc.
- 協力：ファミ通文庫編集部

演出
- 仲西景：市来光弘
- 穗高結衣：日笠陽子
- 青井晴：澤城美雪
- 森崎進一：木村良平
- 穗高真由：増田ゆき
- 傑斯提斯：新垣樽助
- 慎：興津和幸
- 遙：たなか久美
- 盧梭：坂巻学
- 車站職員：木島隆一
- 學校面試官：松尾大亮
- 店員：安田奈緒子

## 外部連結
- （日語） FB CollectDrama系列公式網頁
- （日語） 漫畫—空色感染爆發網頁（ファミ通コミッククリア） （页面存档备份，存于）